# 麻耶雄嵩
麻耶 雄嵩（まや ゆたか、1969年5月29日 -）は、日本の小説家、推理作家。本名、堀井良彦。三重県上野市（現・伊賀市）出身。「摩耶雄嵩」「麻耶雄高」などは誤り。
三重県立上野高等学校、京都大学工学部卒業。在学中は推理小説研究会に所属、この時に短篇の執筆を始める。そこで知り合った綾辻行人・法月綸太郎・島田荘司の推薦をうけ、1991年『翼ある闇 メルカトル鮎最後の事件』でデビュー。
いわゆる「問題作」を一貫して書き続けており、長編・短篇を問わず寡作ではあるが、独特の世界観と手法的アプローチに強いこだわりを持った癖のある作風で、マニアックかつカルト的な支持を得ている。同業者やミステリ界隈からの評価に関わらず長い間無冠であったが、2011年に『隻眼の少女』で第64回日本推理作家協会賞・第11回本格ミステリ大賞をダブル受賞。2015年、『さよなら神様』で第15回本格ミステリ大賞受賞。2017年、『貴族探偵』がフジテレビ系月9枠でドラマ化。
2022年から本格ミステリ作家クラブ会長。

## 作風
根幹にあるのはエラリー・クイーンやピーター・ディキンスンのような、ロジカルな謎解きと、事件・トリックの構築性に厳格な本格ミステリである。しかし物理トリックは破天荒で、プロットには意図的な落差が存在するため、読後の印象は一般的なミステリとは異なる。
プロットにおいては、人工的な意匠と関係性、非日常性を誇張した舞台設定、様々な意味で攪乱をもたらす伏線、読者の解釈に委ねられたラディカルな不確定性、そしてほぼ例外なく訪れるカタルシスと両立しないカタストロフを大きな特徴とする。
麻耶独自の特色としては、様々な予備知識を要する独特の仕掛けが挙げられる。登場人物の人名や台詞、固有名詞、小道具、あるいは本筋と関与しない点景などの細部に至るまで小ネタを多用しており、作品によってはそれが展開や解決の糸口にもなりうるガジェットの役割も果たす。そのネタの範囲はクラシック（作中の言及やタイトルの引用からバルトーク・ベーラやヨハン・シュトラウス2世を好むと思われる）、刑事ドラマ（『隻眼の少女』に登場する刑事4名の下の名前は『特捜最前線』のレギュラー刑事から全て引用）、アニメ（代表的なものでは『機動武闘伝Gガンダム』から東方不敗マスター・アジアの台詞を引用、『美少女戦士セーラームーン』から怪人名やキャラ名を引用など）、漫画（代表として、『きんぎょ注意報』、『こどものおもちゃ』などの少女漫画から固有名詞を引用している他、『エースをねらえ!』から登場人物の関係性を敷衍させたり、闇雲A子の名は恐らく陸奥A子からの発想である等）、特撮（『兄弟拳バイクロッサー』『仮面ライダーBLACK』『鳥人戦隊ジェットマン』からキャラ名の引用、また『美少女仮面ポワトリン』『超人機メタルダー』『ウルトラマンA』など、実は一番ネタが膨大な分野）、野球（某作において作者いわく「阪神ファンには犯人がわかる」仕掛けが用いられた）、推理小説の先行作（某作では事件の根幹に関わる重要な役割を果たした）など多岐にわたる。
また『翼ある闇 メルカトル鮎最後の事件』では全編小栗虫太郎（ことに『黒死館殺人事件』）へのオマージュと関連した名探偵の存在・謎解きの様式への問題提起を行い、『夏と冬の奏鳴曲』では探偵役が解決を明示しないという大胆な手法で本格ミステリの枠組みそのものを問い、『メルカトルと美袋のための殺人』や『名探偵　木更津悠也』では、それぞれ名探偵と事件／名探偵と助手の関係性について顛倒を試み、『貴族探偵』ではいわゆる安楽椅子探偵へのアンチテーゼを打ち出し、『神様ゲーム』ではジュヴナイルの枠組みを借りて探偵役に本来の役目を放棄させることでその存在意義を突き詰め、『隻眼の少女』では探偵の存在とロジックの関係をミステリの定石に則って懐疑的に描き、『メルカトルかく語りき』においては自身の作風を否定しかねないほどに過剰に論理性を突き詰めるなど、ミステリ小説の構造自体に対する独特の問題意識が強い。

### 探偵キャラクター
シリーズキャラクターとしてはピカレスク的側面の強い銘探偵・メルカトル鮎と腐れ縁の売れない推理作家・美袋三条、力量はありつつも頼りない名探偵・木更津悠也と複数の意味で優秀なワトソン役の推理作家・香月実朝、更に便宜的な意味での探偵役には深甚な心的外傷を抱える現代的モラトリアム青年・如月烏有がいる。
- メルカトル鮎（あゆ） - 奇妙な衣装と奇矯な言動の人物。推理力が高すぎるゆえに「銘探偵」「長編には向かない探偵」と自評する。1991年に『翼ある闇』の事件で命を落とす。
- 美袋三条（みなぎ さんじょう） - メルの横暴に振り回される推理作家。
- 木更津悠也（きさらづ ゆうや） - 京都の名探偵。
- 香月実朝（こうづき さねとも） - 木更津の友人。推理作家。メルと面識がある。
- 如月烏有（きさらぎ うゆう） - 元医大生。メル、木更津の両名と面識がある。
- 鈴木太郎 - 『神様ゲーム』の探偵。小学生。神様。
- 貴族探偵 - 『貴族探偵』の探偵。推理は使用人にやらせる。
- 御陵みかげ - 『隻眼の少女』の探偵。隻眼の少女探偵。
- 神舞まりあ - 『化石少女』の探偵。高校生。赤点推理の化石少女。

## ミステリ・ランキング
- 週刊文春ミステリーベスト10
  - 2010年 - 『隻眼の少女』4位、『貴族探偵』13位
  - 2011年 - 『メルカトルかく語りき』8位
  - 2014年 - 『さよなら神様』3位

- このミステリーがすごい!
  - 1992年 - 『翼ある闇 メルカトル鮎最後の事件』12位
  - 1994年 - 『夏と冬の奏鳴曲』17位
  - 1998年 - 『鴉』16位
  - 2001年 - 『木製の王子』12位
  - 2005年 - 『螢』11位
  - 2006年 - 『神様ゲーム』5位
  - 2011年 - 『隻眼の少女』4位、『貴族探偵』20位
  - 2012年 - 『メルカトルかく語りき』7位
  - 2014年 - 『貴族探偵対女探偵』13位
  - 2015年 - 『さよなら神様』2位
  - 2019年 - 『友達以上探偵未満』24位
  - 2022年 - 『メルカトル悪人狩り』20位
  - 2024年 - 『化石少女と七つの冒険』23位

- 本格ミステリ・ベスト10
  - 1998年 - 『鴉』1位、『メルカトルと美袋のための殺人』5位
  - 2001年 - 『木製の王子』4位
  - 2005年 - 『螢』3位、『名探偵 木更津悠也』16位
  - 2006年 - 『神様ゲーム』5位
  - 2011年 - 『隻眼の少女』1位、『貴族探偵』6位
  - 2012年 - 『メルカトルかく語りき』2位
  - 2014年 - 『貴族探偵対女探偵』1位
  - 2015年 - 『さよなら神様』1位
  - 2016年 - 『化石少女』16位、『あぶない叔父さん』25位
  - 2019年 - 『友達以上探偵未満』11位
  - 2022年 - 『メルカトル悪人狩り』19位
  - 2024年 - 『化石少女と七つの冒険』6位

- ミステリが読みたい!
  - 2011年 - 『隻眼の少女』7位、『貴族探偵』13位
  - 2012年 - 『メルカトルかく語りき』2位
  - 2015年 - 『さよなら神様』2位
  - 2016年 - 『あぶない叔父さん』14位
  - 2019年 - 『友達以上探偵未満』13位
  - 2022年 - 『メルカトル悪人狩り』19位
  - 2024年 - 『化石少女と七つの冒険』12位

- 本格ミステリこれがベストだ!
  - 2001年 - 『木製の王子』2位

## 作品リスト

### 銘探偵メルカトル鮎シリーズ（名探偵木更津悠也・如月烏有も混在）
- 翼ある闇 メルカトル鮎最後の事件（1991年5月、講談社 / 1993年6月、講談社ノベルス / 1996年7月、講談社文庫 / 2012年3月、講談社ノベルス ※新装版）
- 夏と冬の奏鳴曲（ソナタ）（1993年8月、講談社ノベルス / 1998年8月、講談社文庫 / 2021年10月、講談社文庫【新装改訂版】）
- 痾（1995年5月、講談社ノベルス / 1999年1月、講談社文庫）
- あいにくの雨で（1996年5月、講談社ノベルス / 1999年5月、講談社文庫 / 2014年6月、集英社文庫）
- メルカトルと美袋のための殺人（1997年6月、講談社ノベルス / 2000年8月、講談社文庫 / 2011年8月、集英社文庫）
  - 収録短編：「遠くで瑠璃鳥の啼く声が聞こえる」「化粧した男の冒険」「小人間居為不善」「水難」「ノスタルジア」「彷徨える美袋」「シベリア急行西へ」
- 鴉（1997年9月、幻冬舎 / 1999年4月、幻冬舎ノベルス / 2000年10月、幻冬舎文庫）
- 木製の王子（2000年8月、講談社ノベルス / 2003年8月、講談社文庫）
- 名探偵 木更津悠也（2004年5月、光文社 カッパ・ノベルス / 2007年5月、光文社文庫）
  - 収録短編：「白幽霊」「禁区」「交換殺人」「時間外返却」
- メルカトルかく語りき（2011年5月、講談社ノベルス / 2014年5月、講談社文庫）
  - 収録短編：「死人を起こす」「九州旅行」「収束」「答えのない絵本」「密室荘」
- メルカトル悪人狩り（2021年9月、講談社ノベルス / 2023年10月、講談社文庫）
  - 収録短編：「愛護精神」「水曜日と金曜日が嫌い」「不要不急」「名探偵の自筆調書」「囁くもの」「メルカトル・ナイト」「天女五衰」「メルカトル式捜査法」

### 神様シリーズ
- 神様ゲーム（2005年7月、講談社 ミステリーランド / 2012年5月、講談社ノベルス / 2015年7月、講談社文庫）
- さよなら神様 （2014年8月 文藝春秋 / 2017年7月、文春文庫）
  - 収録作品：「少年探偵団と神様」「アリバイくずし」「ダムからの遠い道」「バレンタイン昔語り」「比土との対決」「さよなら、神様」

### 貴族探偵シリーズ
- 貴族探偵（2010年5月、集英社 / 2013年10月、集英社文庫 / 2017年5月、集英社みらい文庫）※短編集
  - 収録作品：「ウィーンの森の物語」「トリッチ・トラッチ・ポルカ」「こうもり」「加速度円舞曲」「春の声」 ※集英社みらい文庫版は「加速度円舞曲」「春の声」のみ収録
- 貴族探偵対女探偵（2013年10月、集英社 / 2016年9月、集英社文庫 / 2017年5月、集英社みらい文庫）※短編集
  - 収録作品：「白きを見れば」「色に出でにけり」「むべ山風を」「幣もとりあへず」「なほあまりある」 ※集英社みらい文庫版は「白きを見れば」「色に出でにけり」「なほあまりある」のみ収録

### 化石少女シリーズ
- 化石少女（2014年11月、徳間書店 / 2017年11月、徳間文庫）※短編集
  - 収録作品：「古生物部、推理する」「真実の壁」「移行殺人」「自動車墓場」「幽霊クラブ」「赤と黒」「エピローグ」
- 化石少女と七つの冒険（2023年3月、徳間書店 / 2025年3月、徳間文庫）
  - 収録作品：「古生物部、差し押さえる」「彷徨える電人Q」「遅れた火刑」「化石女」「乃井出でずんば」「三角心中」「禁じられた遊び」

### その他の作品
- まほろ市の殺人 秋―闇雲A子と憂鬱刑事（2002年6月、 祥伝社文庫)、(2009年3月、祥伝社 ノン・ノベル / 2013年2月、祥伝社文庫 【春：倉知淳、夏：我孫子武丸、冬：有栖川有栖との合本版】)
- 螢（2004年8月、幻冬舎 / 2006年1月、幻冬舎ノベルス / 2007年10月、幻冬舎文庫）
- 隻眼の少女（2010年9月、文藝春秋 / 2013年3月、文春文庫）
  - pikomaroによって漫画化されている。文芸春秋から上下巻で刊行。
- あぶない叔父さん（2015年4月 新潮社 / 2018年2月、新潮文庫）
  - 収録作品：「失くした御守」「転校生と放火魔」「最後の海」「旧友」「あかずの扉」「藁をも掴む」
- 友達以上探偵未満（2018年3月、角川書店 / 2020年11月、角川文庫）
  - 収録作品：「伊賀の里殺人事件」「夢うつつ殺人事件」「夏の合宿殺人事件」

### 単著未収録
- メルカトル鮎シリーズ
  - 氷山の一角（角川書店『血文字パズル』2003年2月）
- 木更津悠也シリーズ
  - ヘリオスの神像（東京創元社『ミステリーズ！』Vol.04 SPRING 2004 - Vol.05 JUNE 2004）
  - 二つの凶器（産業経済新聞社『夕刊フジ』2005年6月7日 - 7月1日）
  - おみくじと紙切れ（光文社『宝石 ザ ミステリー』2011年12月）
  - 弦楽器、打楽器とチェレスタのための殺人（光文社『小説宝石』2012年10月号、2013年1月号、2013年4月号、2013年9月号、2013年11月号、2014年2月号、2014年7月号、2014年10月号、2015年4月号、2015年7月号、2015年11月号、2016年2月号）※完結
  - 紅葉の錦（東京創元社『ミステリーズ！』Vol.99 FEBRUARY 2020 - Vol.100 APRIL 2020）
- 貴族探偵シリーズ
  - 貴族探偵対女探偵対怪盗マダム（集英社『小説すばる』2017年5月号）
  - ホタルの叫び（たばこを嗜む大人のためのウェブサイト『ちょっと一服ひろば』にて2017年11月6日～5回に分けて連載）
  - 貴族探偵対怪盗マダム（集英社『小説すばる』2018年5月号、2018年6月号、2018年8月号、2018年9月号、2018年10月号、2018年11月号、2019年1月号、2019年2月号、2019年3月号）※完結
- 単発作品
  - ホワイト・クリスマス（祥伝社『小説NON』1998年2月号）
  - バッド・テイスト（マガジンハウス『ウフ．』75号）

### アンソロジー等採録作品
- 名探偵の饗宴（「水難」→『メルカトルと美袋のための殺人』）（1998年3月 朝日新聞社 / 2015年3月 朝日文庫）
  - 収録作家：山口雅也・篠田真由美・二階堂黎人・法月綸太郎・若竹七海・今邑彩・松尾由美
- 不透明な殺人（「ホワイト・クリスマス」・初出：『小説NON』1998年2月号・単著未収録）（1999年2月 祥伝社文庫 ）
  - 収録作家：有栖川有栖・鯨統一郎・姉小路祐・吉田直樹・若竹七海・永井するみ・柄刀一・近藤史恵・法月綸太郎
- 21世紀本格（「交換殺人」→『名探偵 木更津悠也』）（2001年12月 光文社 ）
  - 収録作家：響堂新・島田荘司・瀬名秀明・柄刀一・氷川透・松尾詩朗・森博嗣
- 本格ミステリ02 二〇〇二年本格短篇ベスト・セレクション（「トリッチ・トラッチ・ポルカ」→『貴族探偵』）（2002年5月 講談社ノベルス） 
  - 収録作家：折原一・霞流一・倉阪鬼一郎・芦辺拓・山田正紀 ほか
    - 【分冊・改題】天使と髑髏の密室 本格短編ベスト・セレクション（2005年12月 講談社文庫）
      - 収録作家：有栖川有栖・伊井圭・折原一・霞流一・加納朋子・柄刀一・物集高音・若竹七海・鷹城宏・巽昌章
- 血文字パズル（「氷山の一角」・単著未収録・2003年3月 角川書店）
  - 収録作家：有栖川有栖・太田忠司・若竹七海
- 赤に捧げる殺意（「氷山の一角」収録・単著未収録）2005年4月 角川書店 / 2013年2月 角川文庫）
  - 収録作家：有栖川有栖・折原一・太田忠司・赤川次郎・西澤保彦・霞流一・鯨統一郎
- あなたが名探偵（「ヘリオスの神像」・初出：『ミステリーズ！』Vol.04 SPRING 2004 - Vol.05 JUNE 2004・単著未収録）（2005年8月 創元クライム・クラブ / 2009年4月 創元推理文庫）
  - 収録作家：泡坂妻夫・西澤保彦・小林泰三・法月綸太郎・芦辺拓・霞流一
- 気分は名探偵（「二つの凶器」・初出：夕刊フジ2005年6月7日～7月1日「犯人をさがせ！！ 読者に挑戦状」・単著未収録）（2006年5月 徳間書店）
  - 収録作家：有栖川有栖・貫井徳郎・霧舎巧・我孫子武丸・法月綸太郎
- 本格ミステリ09 二〇〇九年本格短編ベスト・セレクション（「加速度円舞曲」→『貴族探偵』）（2009年6月 講談社ノベルス）
  - 【改題】空飛ぶモルグ街の研究 本格短編ベスト・セレクション（2013年1月 講談社文庫）
    - 収録作家：法月綸太郎・柳広司・柄刀一・有栖川有栖・三津田信三ほか
- 9の扉（リレー小説・麻耶は「バッド・テイスト」を担当、2009年7月 マガジンハウス / 2013年11月 角川文庫）
  - 収録作家：北村薫→法月綸太郎→殊能将之→鳥飼否宇→麻耶雄嵩→竹本健治→貫井徳郎→歌野晶午→辻村深月
- Mystery Seller（「失くした御守」→『あぶない叔父さん』）（2012年1月 新潮文庫）
  - 収録作家：島田荘司・有栖川有栖・我孫子武丸・米澤穂信・竹本健治・北川歩実・長江俊和
- ベスト本格ミステリ2012（「白きを見れば」→『貴族探偵対女探偵』）（2012年6月 講談社ノベルス）
  - 【改題】探偵の殺される夜 本格短編ベスト・セレクション（2016年1月 講談社文庫）
  - 収録作家：長岡弘樹・青井夏海・東川篤哉・貴志祐介・柳広司ほか
- ベスト本格ミステリ2013（「バレンタイン昔語り」→『さよなら神様』）（2013年6月 講談社ノベルス）
  - 【改題】墓守刑事の昔語り 本格短編ベスト・セレクション（2017年1月 講談社文庫）
  - 収録作家：中田永一・滝田務雄・里見蘭・岸田るり子・鳥飼否宇・乾くるみ・乾緑郎・七河迦南
- 殺意の隘路 最新ベスト・ミステリー（「旧友」→『あぶない叔父さん』）（2016年12月 光文社）
  - 収録作家：青崎有吾・赤川次郎・有栖川有栖・伊坂幸太郎・石持浅海・乾ルカ・恩田陸・北村薫・今野敏・長岡弘樹・初野晴・東野圭吾・円居挽・若竹七海
    - 【分冊・改題】殺意の隘路（下） 日本ベストミステリー選集（2020年5月 光文社文庫）
- 7人の名探偵 新本格30周年記念アンソロジー（「水曜日と金曜日が嫌い－大鏡家殺人事件－」→『メルカトル悪人狩り』）（2017年9月 講談社ノベルス / 2020年8月 講談社文庫）
  - 収録作家：綾辻行人・歌野晶午・法月綸太郎・有栖川有栖・我孫子武丸・山口雅也
- 自薦THEどんでん返し3（「九州旅行」→『メルカトルかく語りき』）（2019年1月 双葉文庫）
  - 収録作家：折原一・北村薫・鯨統一郎・長岡弘樹・新津きよみ
- あなたも名探偵（「紅葉の錦」・初出：『ミステリーズ！』Vol.99 FEBRUARY 2020 - Vol.100 APRIL 2020・単著未収録）（2021年2月 東京創元社）
  - 収録作家：市川憂人・米澤穂信・東川篤哉・法月綸太郎・白井智之

### 解説作品
- 毒の神託（1998年3月 原書房）著者：ピーター・ディキンスン
- 妻に捧げる犯罪／盲目の鴉（2000年12月 創元推理文庫）著者：土屋隆夫
- おとり捜査官5 味覚（2009年7月 朝日文庫）著者：山田正紀
- 死のある風景（2002年9月 創元推理文庫）著者：鮎川哲也
- 封印の島（2006年6月 論創海外ミステリ）著者：ピーター・ディキンスン
- 翼ある闇 メルカトル鮎最後の事件（2012年3月 講談社ノベルス ※新装版）※自作解説
- 丸太町ルヴォワール（2012年9月 講談社文庫）著者：円居挽
- キャットフード（2013年9月 講談社文庫）著者：森川智喜
- 殺人者と恐喝者（2014年1月 創元推理文庫）著者：カーター・ディクスン
- 私たちが星座を盗んだ理由（2014年4月 講談社文庫）著者：北山猛邦
- 明智小五郎事件簿7「吸血鬼」（2016年11月 集英社文庫）著者：江戸川乱歩
- ○○○○○○○○殺人事件（2017年4月 講談社文庫）著者：早坂吝
- 第四の扉（2018年8月 ハヤカワ・ミステリ文庫）著者：ポール・アルテ
- 文学少女対数学少女（2020年12月 ハヤカワ・ミステリ文庫）著者：陸秋槎

### エッセイ
- 鮎川哲也作品との出遭い（『鮎川哲也探偵小説選III』2019年8月 論創ミステリ叢書）

### 対談
- 相葉雅紀「世界一エレガントな探偵へ」（『小説すばる』2017年5月号）
- 高里椎奈『友達以上探偵未満』刊行記念対談！（『カドブン』2018・4・24）
- 米澤穂信「超"笑えるミステリー"10選」（『女性自身』2018年5月8・15日合併号 / 米澤穂信『米澤屋書店』2021年11月 文藝春秋）
- 円居挽「円居挽のミステリ塾 第5回」（『円居挽のミステリ塾』2022年6月 星海社新書）

### 関連本
- ウロボロスの基礎論（竹本健治・著 / 1995年10月、講談社 / 1997年9月、講談社ノベルス / 2018年5月、講談社文庫＊上下巻）
  - 作中人物として実名で登場。単行本版帯に推薦文を寄せている（文庫版の巻末にも掲載）
- 人狼作家（2015年10月、徳間書店）
  - 青崎有吾・我孫子武丸・天祢涼・乾くるみ・北山猛邦・千澤のり子・深水黎一郎・汀こるもの・遊井かなめと人狼ゲームに参戦。

### ゲーム
- 『TRICK×LOGIC』
  - Season1・事件ファイルNo.3「雪降る女子寮にて」
  - Season2・事件ファイルNo.7「ライフリングマーダー」

### TVドラマ
- 謎解きLIVE『忍びの里殺人事件』（NHK BSプレミアム、2014年9月13 - 14日）
- 『貴族探偵』（フジテレビ系、2017年4月17日 - 6月26日 全11回 ）

## 日本国外での刊行

### 中国大陸
- 鸦（2011年5月、新星出版社） - 鴉
- 夏与冬的奏鸣曲（2012年6月、新星出版社) - 夏と冬の奏鳴曲
- 萤（2012年9月、新星出版社）- 螢
- 贵族侦探（2013年6月、新星出版社） - 貴族探偵
- 独眼少女（2014年8月、新星出版社） - 隻眼の少女
- 有翼之暗（2014年8月、新星出版社） - 翼ある闇 メルカトル鮎最後の事件
- 朋友以上侦探未满（2023年7月、新星出版社） - 友達以上探偵未満
- 麦卡托如是说（2024年6月、人民文学出版社） - メルカトルかく語りき

### 台湾
- 鴉（2007年12月、尖端出版） - 鴉
- 獨眼少女（2013年8月、2018年11月、新雨出版社） - 隻眼の少女
- 神的遊戲（2017年2月、瑞昇文化） - 神様ゲーム
- 貴族偵探（2017年4月、春天出版） - 貴族探偵
- 有翼之闇：麥卡托鮎最後的事件（2017年6月、瑞昇文化） - 翼ある闇 メルカトル鮎最後の事件
- 朋友以上偵探未滿（2019年3月、台湾角川） - 友達以上探偵未満
- 再見神明（2023年8月、瑞昇文化） - さよなら神様
- 夏與冬的奏鳴曲(上卷)(下卷）（2024年2月、瑞昇文化） - 夏と冬の奏鳴曲